# Association Sportive Cannes Volley-Ball 2015-2016 (maschile)
Questa voce raccoglie le informazioni riguardanti l'Association Sportive Cannes Volley-Ball nelle competizioni ufficiali della stagione 2015-2016.

## Organigramma societario
Area direttiva
- Presidente: François Mauro di Mauri
- Vicepresidente: Eric Harson, Pierre Barthelat, Etienne Rodolfo
- Segreteria: Gérard Lorimier, Pierre Barthelat

Area organizzativa
- Tesoriere: Arnaud Verrecchia
- General manager: Pierre-Emmanuel Franchet

Area tecnica
- Allenatore: Igor Kolaković
- Allenatore in seconda: Eric Rouer
- Assistente allenatore: Srdan Popović
- Scout man: Srdan Popović, Thomas Bortolossi

Area sanitaria
- Medico: Jean-Luc Fontes, Michel Gaillaud
- Preparatore atletico: Anthony Santerre
- Fisioterapista: Christian De Peretti, Romain Vitetta
- Osteopata: Jean-Claude Sepede
- Podologo: Eric Boumandil
- Dentista: Laurent Franchi

## Rosa
| N° | Nome               | Ruolo | Data di nascita  | Nazionalità sportiva |
| -- | ------------------ | ----- | ---------------- | -------------------- |
| 1  | Dejan Radić        | C     | 6 novembre 1984  | Serbia               |
| 2  | Kristian Knudsen   | S/O   | 1º agosto 1979   | Danimarca            |
| 3  | Nikola Antonijević | C     | 18 agosto 1993   | Stati Uniti          |
| 4  | Fran Novotni-Kašić | P     | 22 luglio 1997   | Francia              |
| 5  | Jani Kovačič       | L     | 14 giugno 1992   | Slovenia             |
| 6  | Timothée Carle     | S     | 30 novembre 1995 | Francia              |
| 7  | Jonas Aguenier     | C     | 28 aprile 1992   | Francia              |
| 8  | Luka Šuljagić      | C     | 8 marzo 1986     | Montenegro           |
| 9  | Ewoud Gommans      | S     | 17 novembre 1990 | Paesi Bassi          |
| 11 | Luka Bašić         | S     | 29 gennaio 1995  | Francia              |
| 12 | Dušan Petković     | S/O   | 27 gennaio 1992  | Serbia               |
| 13 | Pierre Pujol       | P     | 13 luglio 1984   | Francia              |
| 16 | Emmanuel Ragondet  | S     | 6 agosto 1987    | Francia              |